# Barbour megye (Nyugat-Virginia)
Barbour megye az Amerikai Egyesült Államokban, azon belül Nyugat-Virginia államban található. Megyeszékhelye és legnagyobb városa Philippi. Lakosainak száma 15 465 fő (2020. április 1.). Barbour megye Taylor, Preston, Tucker, Randolph, Upshur és Harrison megyékkel határos.

## Népesség
A megye népességének változása:
| Lakosok száma | 16 596 | 16 587 | 16 843 | 16 770 | 16 704 | 15 465 |
|               | 2010   | 2011   | 2012   | 2013   | 2015   | 2020   |